# 因為愛情有多美
《因为爱情有多美》（英文：Because Love is Sunny），原名《幸福人生》，是一部中国大陆情感电视剧，改編韓劇《天使的选择》，全剧共有80集（分上下两部，上部名为《因为爱情有多美》，下部名為《因为爱情有晴天》），各部為40集。赵樱子、海陆、蒋毅、彭冠英、张含韵等主演。2013年2月22日在深圳开机，2013年2月22号开机，6月23号杀青，9月29号开播，创造了长剧史上最快上星记录，湖南卫视、騰訊視頻2013年9月29日首播。

## 播出
| 上星频道     | 所在地 | 播放日期及时间                |
| ------------ | ------ | ----------------------------- |
| 湖南衛視     | 中国   | 2013年9月29日                 |
| 央視一套     | 中国   | 2013年12月10日 (下午档)       |
| 廣東珠江频道 | 中国   | 2014年2月12日至3月26日 (粵語) |
| ICN国际卫视  | 美国   | 2015年2月春节                 |

## 剧情简介
林多美（赵樱子饰）成长于温暖富裕的家庭，她个性纯真善良，与丈夫陈笑飞（蒋毅饰）有着美满的婚姻。文馨（海陆饰）幼时和哥哥走散后被收养，养父去世后，养母楊樹花（苑瓊丹饰)对她从未停止过打骂虐待，很小就要为生计奔波。文馨与林多美的哥哥林多俊（李泰饰）在国外相识相恋，回国后文馨嫁进林家，婚礼上意外发现小姑林多美的丈夫陈笑飞居然是她至今难忘的初恋。
陈笑飞作为倒插门女婿，一直为林家工作出力却没有得到足够的认可，加上他身上背负着上一代的恩怨，内心里视林家为仇人，这一切让陈笑飞内心矛盾压抑。
而文馨因为谎言而得来的幸福并不牢靠，在婚后被林多俊发现真相并产生质疑，陷入信任危机，林多俊也因为发觉文馨的欺骗而陷入痛苦，并对文馨开始冷漠以待，文馨陷入越来越深的绝望，昔日两人的幸福生活不再。
一连串的意外，把陈笑飞和文馨往错误的道路上越推越远，他们不断犯下过错。林多美的父亲意外去世，哥哥林多俊受伤失忆，令林多美及其家人陷入危机。
经过亲子鉴定，医院证实林糖糖（顾晴菲饰）是林多俊的孩子，但文馨无法接受该事实，采用各种方法隐瞒真相。糖糖在陈笑飞家一直挂念着她的爸爸林多俊，文馨虽极力让糖糖认陈笑飞是她爸爸，可糖糖依旧坚持自己的爸爸就是林多俊，讨厌文馨。
林多美经受系列打击后反而脱胎换骨，在叶南迪（彭冠英饰）和闺蜜杜若男（陆恩华饰）的帮助下，她自强不息，并苦心追查父亲去世和公司破产的真相，最终令罪魁祸首陈笑飞和文馨得到应有的惩罚，林多美也终于收获真正的爱情，与叶南迪终成眷属。

## 主要演员
| 演员   | 角色          | 原剧角色 | 简介 |
| 赵樱子 | 林多美        | 崔恩雪   | 多美，大小姐，林大小姐，林多美大小姐 林天成，唐淑娟之女 林父，林母之孙女 唐父，唐母之外孙女 林多俊之妹妹 杜若男之小姑 林糖糖之姑姑 王父，陆佳音之媳妇 王之函，陈宜林之大嫂 林糖糖之舅妈 王之凡之妻 陈父，陈锦华之前媳妇 陈宜林之前妻 她活泼善良，聪明美丽，是全家的“开心果”。她生活上丢三落四，工作上却认真负责。在国外留学结识陈笑飞，并相爱结婚。婚后一直过着幸福美满的生活，直到有一天发现，坚信不会背叛自己的老公，却背着自己和嫂子文馨旧情复燃，导致林家人陷入危机，最终凭借自己的调查取证把害死父亲的罪犯绳之于法。 |
| 海陆   | 王之函 文馨   | 姜友蘭   | 之函，文馨，王小姐，林夫人，林太太，陈夫人，陈太太，阿姨，伯母 王父，陆佳音之女 陆父，陆母之外孙女 王之凡之妹妹 林多美之小姑 陈父，陈锦华之媳妇 陈宜林之妻 林天成，唐淑娟之前媳妇 林父，林母之前孙媳妇 唐父，唐母之外孙媳妇 林多美,陈宜林之前大嫂 文父，杨树花之养女 文惠之养妹妹 林多俊之前妻子 林糖糖之母 但并不喜欢林多俊，只是想过好日子，在嫁给林多俊后发现林多俊妹妹林多美的老公，是自己至今都难忘掉的初恋对象陈宜林，并改名陈笑飞。她相貌清纯，举止端庄，却命运多厄。幼时和哥哥走散后被文家收养，养父去世后，养母对她从未停止过打骂虐待，故文馨很小就要为生计奔波，而在遇到生命中第一个爱的男人陈宜林后，却被陈宜林的母亲拆散。从此由温柔善良变得满腹心计。后来认识林家兄妹，以为嫁入豪门后幸福美满的生活即将开始，却不料婚前重遇初恋情人陈宜林，旧情复燃，为拾最初的那份美好，她不择手段、倾尽一切只是为了自己的幸福不得已做了许多错事。 |
| 蒋毅   | 陈宜林 陈笑飞 | 朴尚浩   | 宜林，笑飞，陈先生，叔叔，伯父 陈父，陈锦华之独生子 王父，陆佳音之女婿 陆父，陆母之外孙女婿 王之凡，林多美之妹夫 王之函之夫 林糖糖之继父 林父，林母之孙女婿 林多俊，王之函之前妹夫 林糖糖之前姑父 林多美之前夫 原名陈宜林，后改名陈笑飞。因为是林家的上门女婿，努力工作却没有得到认可，并背负着上一代的恩怨，最终与初恋文馨在错误的道路上越走越远令林家陷入危机。陈笑飞和林多美在国外相遇，林多美被陈笑飞帅气外表和优雅气质所吸引，回国后两人步入婚姻礼堂，成为一对让人羡慕不已的甜蜜夫妻，陈笑飞娶林多美后，进入林氏集团工作担任公司总经理，事业爱情双丰收，陈笑飞可算苦尽甘来，过着上等人的幸福生活，就在这时陈笑飞意外发现林多美的哥哥林多俊即将娶进门的妻子竟然是自己的初恋情人文馨…… |
| 彭冠英 | 王之凡 叶南迪 | 王民載   | 之凡，南迪，王先生，叶先生，叔叔，伯父 王父，陆佳音之长子 陆父，陆母之外孙 王之函，陈宜林之大哥 林多俊之前大哥 林糖糖之舅舅 林天成，唐淑娟之女婿 林父，林母之孙女婿 唐父，唐母之外孙女婿 林多俊之妹夫 林多美之夫 林多美的最终归属，文馨失散多年的哥哥王之凡。他是BLOVES婚戒定制中心的设计总监，少言寡语，品行端正。6岁时成为孤儿，与妹妹相依为命，却不慎走散，后被叶家收养。心怀感恩的他更加努力与孝顺。高大帅气的他吸引了无数追求者，却不为所动，直到偶然认识了“欢喜冤家”林多美，没想到却是他心心念念了20多年的青梅竹马。在林多美身边默默地支持和帮助林多美，最终感动林多美。却没有成功挽救妹妹文馨（王之涵）。 |
| 李泰   | 林多俊        | 崔恩錫   | 林多美的哥哥，对妹妹林多美很是照顾。他是林家长子，高大俊朗。遇到文馨后更是疯狂追求，痴情呵护。却不料，在识破妻子与妹夫陈笑飞奸情的时候，发生意外撞伤了头部，智力降回儿童时期，人生反转…… |
| 张含韵 | 祁琪          | 吳秀卿   | 千金小姐,林多美情敵叶家世交祁家的女儿，海外留学归来，在叶家公司工作。喜欢叶南迪，疯狂追求叶南迪，却从未成功。自认与南迪是天作之合，爱使一些小手段让南迪上钩，但是个真诚，善良，一心一意的女孩。在家人的帮助下，终于和南迪订婚，却在订婚宴上被南迪放鸽子很伤自尊，几多争取，几多失望，面对不解风情的南迪，她如何施展追爱高招？ |
| 苑琼丹 | 杨树花        | 楊莫順   | 文馨的养母，出身市井的泼辣女人，嘴皮快，势力贪钱，一心想要当有钱人。最后贪心被利用，到头来竹篮打水一场空。 |
| 陈恒   | 文惠          | 姜友美   | 杨树花亲生女儿，文馨无血缘的姐姐。个性大大咧咧，离婚后与母亲一起住，与工作相比更喜欢相亲，傻傻地坚信会有个“高富帅”来爱自己，最终与李达有情人终成眷属...... |
| 徐贵樱 | 唐淑娟        | 張順玉   | 林多美、林多俊的母亲。从豪门贵妇到底层劳动妇女，她经历了难以想象的落差，也证明了她是一个坚强有耐力的女人。 |
| 黃建群 | 林天成        | 崔志學   | 林氏集团董事长，林多俊、林多美的父亲。与陈笑飞的母亲陈锦华年轻时曾经谈过恋爱，后因性格不合分手，娶唐淑娟为妻。业界出名的规矩人，从不做昧良心的生意，一手建立起林氏集团。与陈笑飞的父亲既是朋友又是合作创业的伙伴。因善意的隐瞒陈父当年的真正死因，被陈家遗孀误会和记恨。最终被处心积虑复仇的陈笑飞设局诬陷，名誉受到外界质疑。林天成找陈笑飞对质，一场汽车追逐中，车祸伤重亡故，留下谜团。 |
| 张静懿 | 陈锦华        | 許瑛子   | 陈笑飞的母亲，性格孤傲，心胸狭窄，爱美爱算计。陈锦华年轻时与林天成恋爱，分手后对天成的感情由爱转恨。她对林氏集团和林天成的误会，也误导了儿子陈笑飞，母子俩在一条不归路上越走越远。 |
| 方青卓 | 吴凤仪        | 韓畢女   | 叶南迪的养母，叶氏集团的实际掌门人，是个容易满足快乐的老太太，理解子女的好家长。 |
| 顾晴菲 | 林糖糖        | 崔楚瓏   | 林多俊，王之函之独生女 林多美之侄女 陈宜林之前侄女 王之凡，林多美之外甥女 林天成，唐淑娟之孙女 王父，陆佳音之外孙女 陆父，陆母之曾外孙女 陈宜林之继女 陈父，陈锦华之继孙女 长得漂亮可爱水灵，懂事礼貌，爱憎分明，让人怜爱交加。糖糖最喜欢她的爸爸林多俊，文馨一直想让糖糖认陈笑飞是她爸爸，但糖糖通常都坚持认为林多俊是她爸爸，并反感文馨。最后终于和自己的亲生爸爸生活在一起。 |
| 刘立伟 | 叶楚生        | 王國賢   | 叶南迪养父 |
| 陆恩华 | 杜若男        |          | 律师,林多美闺蜜,林多俊最终归属 |

## 收視率

### 湖南衛視首播收視率
| 中国大陆 湖南衛視首播收視率 |       |        |          |            | |
| 播出日期                    | 集數  | 收視率 | 收視份額 | 同時段排名 | 備註 |
| 2013年9月29日               | 1-3   | 1.277  | 3.62     | 2          | 本日播出時間為20點，第1集和第3集時長為33分鐘                                                                                                   |
| 2013年9月30日               | 4-6   | 1.403  | 3.82     | 2          | 本日播出時間為20點 |
| 2013年10月1日               | 7-9   | 0.891  | 2.62     | 2          | |
| 2013年10月2日               | 10-12 | 0.936  | 2.72     | 1          | |
| 2013年10月3日               | 13-15 | 0.919  | 2.74     | 2          | |
| 2013年10月4日               | 16    | 0.786  | 2.32     | 3          | 江蘇《向着胜利前进》完結 |
| 2013年10月5日               | 17    | 0.792  | 2.28     | 4          | 江蘇《英雄联盟》上檔 |
| 2013年10月6日               | 18-20 | 1.090  | 3.04     | 1          | |
| 2013年10月7日               | 21-23 | 1.163  | 3.14     | 1          | |
| 2013年10月8日               | 24-26 | 1.231  | 3.46     | 1          | |
| 2013年10月9日               | 27-29 | 1.236  | 3.51     | 1          | |
| 2013年10月10日              | 30-32 | 1.365  | 3.90     | 1          | |
| 2013年10月11日              | 33    | 1.156  | 3.33     | 1          | |
| 2013年10月12日              | 34    | 1.138  | 3.24     | 1          | 深圳《小两口》完結 |
| 2013年10月13日              | 35-37 | 1.341  | 3.78     | 1          | 安徽《奶奶再愛我一次》完結 |
| 2013年10月14日              | 38-40 | 1.351  | 3.80     | 1          | 安徽、北京、天津、重慶《打狗棍》上檔 東方《到爱的距离》上檔 浙江、深圳、陕西、廈門《王的女人》上檔 東方《孩奴》完結 浙江《爱情面前谁怕谁》完結 |
| 2013年10月15日              | 41-43 | 1.501  | 4.19     | 1          | |
| 2013年10月16日              | 44-46 | 1.599  | 4.56     | 1          | |
| 2013年10月17日              | 47-49 | 1.575  | 4.43     | 1          | 下部《因為愛情有晴天》上檔 |
| 2013年10月18日              | 50    | 1.472  | 4.11     | 1          | |
| 2013年10月19日              | 51    | 1.593  | 4.51     | 1          | |
| 2013年10月20日              | 52-54 | 1.560  | 4.08     | 1          | |
| 2013年10月21日              | 55-57 | 1.664  | 4.45     | 1          | |
| 2013年10月22日              | 58-60 | 1.737  | 4.62     | 1          | 江蘇《英雄联盟》完結 |
| 2013年10月23日              | 61-63 | 1.631  | 4.32     | 1          | 江蘇《特种兵之火凤凰》上檔 |
| 2013年10月24日              | 64-66 | 1.772  | 4.65     | 1          | 缺：三亚、韶关、广州数据 |
| 2013年10月25日              | 67    | 1.526  | 4.25     | 1          | |
| 2013年10月26日              | 68    | 1.588  | 4.30     | 1          | 浙江、深圳、陕西、廈門《王的女人》完結 |
| 2013年10月27日              | 69-71 | 1.782  | 4.59     | 1          | 《一克拉梦想》上檔 |
| 2013年10月28日              | 72-74 | 1.801  | 4.67     | 1          | |
| 2013年10月29日              | 75-77 | 1.818  | 4.71     | 1          | 東方《到爱的距离》完結 浙江《金玉满堂》上檔 |
| 2013年10月30日              | 78-80 | 1.828  | 4.68     | 1          | 東方、黑龙江、云南、四川《千金归来》上檔 |
| 2013年10月31日              | 81-83 | 1.818  | 4.64     | 1          | |
| 2013年11月1日               | 84    | 1.735  | 4,72     | 2          | |
| 2013年11月2日               | 85    | 1.834  | 4.95     | 1          | |
| 2013年11月3日               | 86-88 | 1.959  | 4.93     | 1          | |
| 2013年11月4日               | 89-91 | 1.870  | 4.80     | 2          | |
| 2013年11月5日               | 92-94 | 1.848  | 4.74     | 2          | |
| 2013年11月6日               | 95    | 1.726  | 4.67     | 2          | 湖南《咱们结婚吧》上檔 |
| 2013年11月7日               | 96    | 1.750  | 4.72     | 2          | |
| 2013年11月8日               | 97    | 1.794  | 4.86     | 2          | |
| 2013年11月9日               | 98    | 1.922  | 4.95     | 2          | |
| 2013年11月10日              | 99    | 1.947  | 4.98     | 2          | 缺：济南、海口、三亚数据 |
| 2013年11月11日              | 100   | 1.884  | 5.00     | 2          | |
| 2013年11月12日              | 101   | 1.755  | 4.62     | 3          | |
| 2013年11月13日              | 102   | 1.732  | 4.60     | 3          | |
| 2013年11月14日              | 103   | 1.486  | 4.04     | 4          | 江蘇《爱闪亮》上檔 |
| 2013年11月15日              | 104   | 1.706  | 4.60     | 2          | 江蘇《特种兵之火凤凰》完結 |
| 2013年11月16日              | 105   | 1.793  | 4.81     | 1          | 浙江《金玉满堂》完結、四川《千金归来》完結 |
| 2013年11月17日              | 106   | 1.753  | 4.62     | 3          | 東方、黑龙江、云南《千金归来》完結 安徽、北京、天津、重慶《打狗棍》完結                                                                        |
| 2013年11月18日              | 107   | 1.800  | 4.95     | 2          | 安徽《闺中密友》上檔 浙江、北京、天津、东方《老有所依》上檔                                                                                    |
| 2013年11月19日              | 108   | 1.862  | 5.03     | 1          | |
|                             |       | 1.522  | 4.23     | 10         | |

1. 同时段或交叉时段主要节目：
  - 浙江衛視 《爱情面前谁怕谁》/《王的女人》/《金玉满堂》
  - 江蘇衛視 《向著勝利前進》/《英雄联盟》/《特种兵之火凤凰》/《爱闪亮》
  - 東方衛視 《孩奴》/《到爱的距离》 /《千金归来》
  - 深圳衛視 《小两口》/《王的女人》/《一克拉梦想》
  - 安徽衛視 《奶奶再愛我一次》/《打狗棍》
2. 数据由广视索福瑞提供，调查范围为四岁以上之观众。
3. 湖南衛視版每集長度為33分鐘，個別集數僅有30分鐘。週五、週六時段播出綜藝節目，集數調整為一集。

## 宣傳活動
| 播出時間      | 活動           | 出席演員                   |
| ------------- | -------------- | -------------------------- |
| 2013年10月5日 | 《快樂大本營》 | 蔣毅、彭冠英、李泰、張含韻 |

## 外部連結
- 《因為愛情有多美》湖南衛視專題（页面存档备份，存于）
- 《因為愛情有多美》官方微博（页面存档备份，存于）
- 《因為愛情有多美》观剧报告 网易娱乐（页面存档备份，存于）

## 作品的變遷
| 中国大陆 湖南卫视 金鹰独播剧场 周日至周四晚19：30-22：00三集连播 周五至周六19：30-20：10一集播出 | 中国大陆 湖南卫视 金鹰独播剧场 周日至周四晚19：30-22：00三集连播 周五至周六19：30-20：10一集播出 | 中国大陆 湖南卫视 金鹰独播剧场 周日至周四晚19：30-22：00三集连播 周五至周六19：30-20：10一集播出 |
| ------------------------------------------------------------------------------------------------ | ------------------------------------------------------------------------------------------------ | ------------------------------------------------------------------------------------------------ |
|                                                                                                  | 因為愛情有多美 (2013年9月29日－11月19日)[a]                                                      |                                                                                                  |
| 璀璨人生 (2013年8月27日－9月30日)                                                                | 咱们结婚吧 (2013年11月6日－12月10日)[b] 最美的时光 (2013年11月20日－12月22日)[c]                 |                                                                                                  |

^ a. 2013年11月6日前为全线剧集每晚3集连播，6日起至19日止调整为第一线剧集19:30-20:00每晚1集。

^ b. 《咱们结婚吧》2013年11月6日起作为第二线剧集周日至周四20:10-22:00每晚2集。

^ c. 《最美的时光》从11月20日起接档《因为爱情有多美》，作为第一线剧集19:30-20:00每晚1集。